# Alaplı

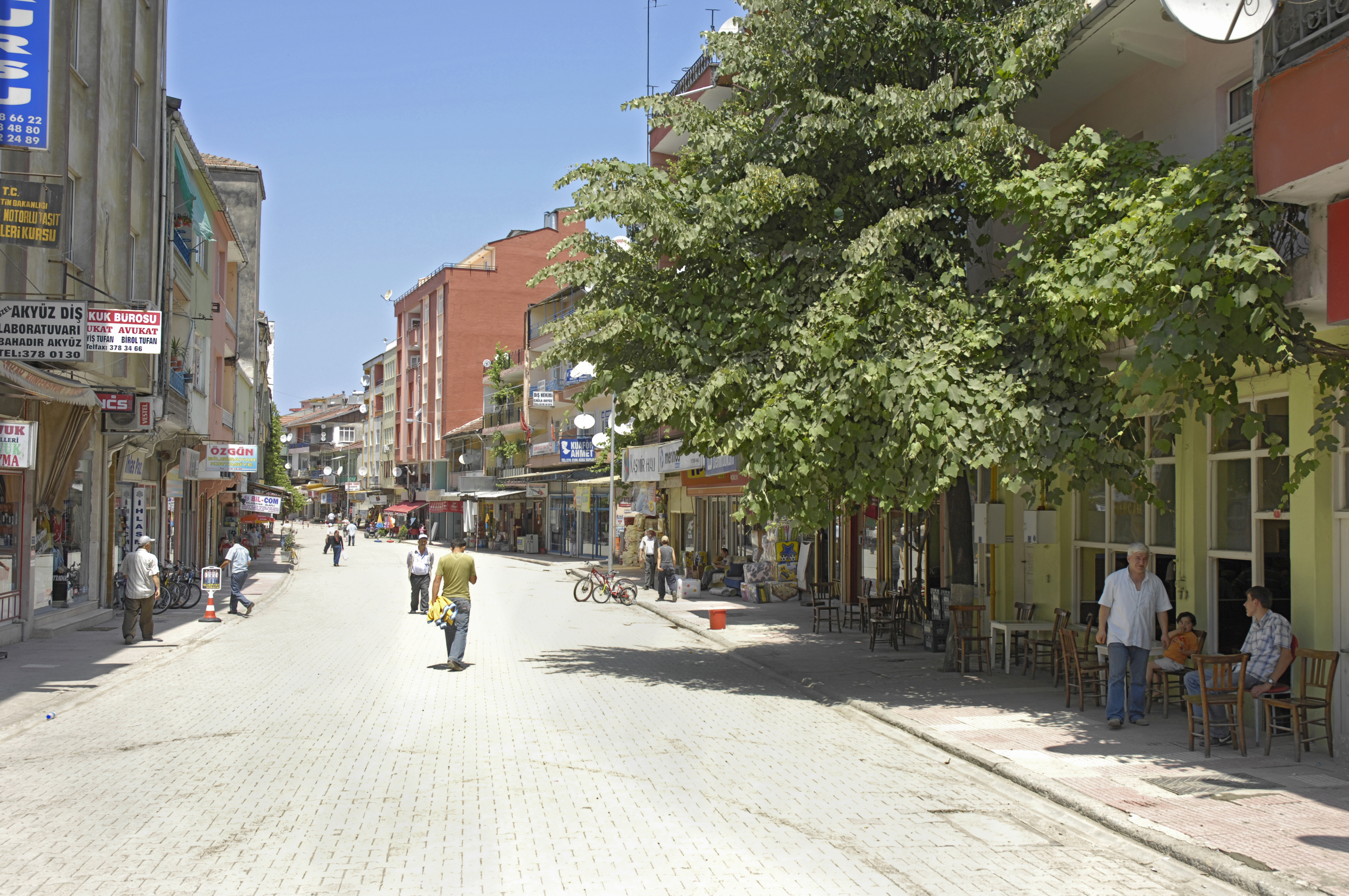
A view from Alaplı city center

Alaplı là một huyện thuộc tỉnh Zonguldak, Thổ Nhĩ Kỳ. Huyện có diện tích 185 km² và dân số thời điểm năm 2007 là 46372 người, mật độ 251 người/km².